# Швапска лига
Швапски савез или Швапска лига назив је за савез царских војводстава, кнежевина и градова Светог римског царства. Савез је основан 14. фебруара 1488. године у Еслингену по налогу цара Фридриха III. Циљ савеза било је одржавање мира у Царству и спречавање експанзије баварских војвода из династије Вителсбах. Лига је редовно заседала, одржавала своје судове и држала војску од 1200 коњаника и 12000 пешака. Последњи велики вођа лиге био је Еберхард V који је умро 1496. године. Лига је 1499. године поражена од Швајцараца у тзв. Швапском рату. Пет година касније доживели нанели су коначан пораз династији Вителсбаха. Тиме је главни циљ лиге био постигнут. Последњи већи успех лиге био је рушење Улриха од Виртемберга и гушење Немачког сељачког рата. Протестантска реформација довела је до поделе унутар лиге те је њена моћ убрзо избледела. 

## Чланови
- Зигмунд Хабзбуршки, војвода Тирола и надвојвода Аустрије, кога је наследио Максимилијан I.
- Еберхард V од Виртемберга, гроф Виртемберга
- Фридрих II Хоенцолерн, принц Аугзбурга
- Кристофер I од Бадена, владар Бадена.
- Георг Фридрих I, владар Ансбаха
- Зигмунд Хоенцолерн, владар Бајројта
- Бертолд од Мајнца, надбискуп Мајнца
- Јохан II од Бадена, надбискуп Тријера
- Алберт IV Баварски, војвода баварски
- Филип I од Хесена, војвода Хесена
- Луј V од Вителсбаха
- Отон Хенри
- Конрад II од Вирцбурга
- Метхаус од Салцбурга